# Architectures
Pour les articles homonymes, voir Architecture (homonymie).
Architectures (Baukunst en allemand) est une série de documentaires pour la télévision proposée par Richard Copans et Stan Neumann, diffusée sur Arte depuis 1996.
Cette série de films de 26 minutes est consacrée aux réalisations les plus marquantes de l'architecture, de l'Antiquité jusqu'aux dernières créations des grands architectes d'aujourd'hui. On y retrouve le principe de l'émission Palettes qui a d'ailleurs servi de référence au début d'Architectures.

## Concept
« Chaque film traite d'un seul bâtiment choisi pour son aspect exemplaire, pour le rôle de jalon qu'il a joué ou qu'il joue dans l'évolution de l'architecture. Le bâtiment est exploré de fond en comble, décortiqué depuis les fondations jusqu'aux couvertures. Un travail sur le terrain fait apparaître des questions pratiques et simples et la façon dont l'architecte y a répondu. »

Observée jusqu'en ses moindres recoins, l'œuvre est au centre du film, où tout est pensé pour la présenter seule face aux spectateurs. En effet, lorsque ce n'est pas la maquette animée expliquant le concept architectural, qui extrait le bâtiment de son contexte, c'est le cadrage ou les bruitages (le documentaire est dépourvu de musique d'ambiance). Elle est parfois ainsi montrée vide, sans aucune trace de vie ; les commentaires ne se font que par une voix off (en France, celle des comédiens François Marthouret ou Nini Crépon) ; et les rares interviews des architectes le sont généralement hors caméra, auquel cas une photo du concepteur fait office d'image.

## Émissions
La majeure partie des émissions de la série a été regroupée par DVD. En 2019, on en compte onze.
- DVD 1 : Le Bauhaus de Dessau ; L'École de Siza ; Le Familistère de Guise ; Nemausus 1 ; Le Centre Georges-Pompidou ; La Caisse d'épargne de Vienne

- DVD 2 : Le Bâtiment Johnson ; La Galleria Umberto Ier ; Satolas-TGV ; Les Thermes de pierre ; L'École des Beaux-Arts de Paris

- DVD 3 : Le Musée juif de Berlin ; L'Opéra Garnier ; Le Couvent de la Tourette ; La Casa Milà ; L'Auditorium Building de Chicago ; Le Centre municipal de Säynätsalo

- DVD 4 : La Saline d'Arc-et-Senans ; La Maison de Verre ; Le Musée Guggenheim de Bilbao ; La Maison de Jean Prouvé ; La Médiathèque de Sendai ; L'Abbatiale Sainte-Foy de Conques

- DVD 5 : L'Alhambra de Grenade ; La Maison Sugimoto ; Le Palais des réceptions et des congrès de Rome ; Les Gymnases olympiques de Yoyogi ; La Villa Barbaro ; Le Phaeno

- DVD 6 : La Mosquée royale d'Ispahan ; La Pyramide du roi Djoser à Saqqarah ; La Philharmonie de Luxembourg ; La Chocolaterie Menier ; L'Hôtel Royal SAS ; La Gare de Saint-Pancras

- DVD 7 : Le Pavillon allemand de Barcelone ; Ewha ; La Bibliothèque Sainte-Geneviève ; L'Église Notre-Dame du Raincy ; Le Cimetière d'Igualada ; Le Château de Maisons

- DVD 8 : Le Centre national de la danse ; La Citadelle de Lille ; VitraHaus ; La Cathédrale de Cologne ; La Citadelle du loisir ; Le Rolex Learning Center.
- DVD 9 : La Maison du Parti Communiste Français ; La Maison Unal ; L'Usine Van Nelle de Rotterdam ; Le Vaisseau de verre ; Itimad Ud Daula ; L'École d'art de Glasgow
- DVD 10 : Wa Shan ; Roissy 1 ; La Maison de fer ; La Bibliothèque d'Exeter ; La Maison pour tous de Rikuzentakata ;  Les Hôtels de Soubise et de Rohan
- DVD 11 : La Santé ; Médiacité ; L'Irrésistible construction du musée de Picardie ; La boite à vent ; Pierrefonds ; L'École en bambou de Bali

### Listes des émissions
D'après le site de la production :
| Titre                                                        | Année prod. | Réalisation                      | Architecte                                         | Commune          | Pays                | Tease |
| ------------------------------------------------------------ | ----------- | -------------------------------- | -------------------------------------------------- | ---------------- | ------------------- | --- |
| L’Irrésistible construction du musée de Picardie             | 1993        | Richard Copans                   | Parent et Diet                                     | Amiens           | France              | Le premier musée construit en France fut d’abord conçu comme un « Petit Louvre », un palais. Ce n’est qu’au gré d’un chantier de 40 ans que le Musée a triomphé du Monument, que l’objet d’architecture s’est adapté à sa véritable fonction. |
| Pierrefonds, le château de l'architecte                      | 1994        | Stan Neumann                     | Eugène Viollet-Le-Duc                              | Pierrefonds      | France              | Un vrai faux château du Moyen Âge reconstruit par Viollet Le Duc pour l’Empereur Napoléon III. Une reconstitution qui, paradoxalement, ouvre les voies de l'architecture moderne. |
| Villa Dall'Ava                                               | 1995        | Richard Copans                   | Rem Koolhaas                                       | Paris            | France              | Rem Koolhaas construit une villa particulière sur les hauteurs de Saint-Cloud. Une expérience hors du commun dans une banlieue cossue. |
| La Maison de fer                                             | 1995        | Stan Neumann                     | Victor Horta                                       | Bruxelles        | Belgique            | Bruxelles, fin du XIXe siècle. Le mouvement de l'Art Nouveau jette les bases d'une nouvelle conception de l'architecture. Victor Horta est le grand maître de ce mouvement. De toutes ses œuvres, l'hôtel particulier Van Eetvelde est celle qui affiche le plus résolument sa modernité. |
| Le Familistère de Guise, une cité radieuse au XIXe siècle    | 1997        | Catherine Adda                   | Jean-Baptiste Godin                                | Guise            | France              | Le patron philanthrope André Godin construit une cité ouvrière aux allures de palais. La naissance de l’habitat social. |
| Nemausus 1, une HLM des années 80                            | 1997        | Richard Copans et Stan Neumann   | Jean Nouvel                                        | Nîmes            | France              | Jean Nouvel réconcilie l’habitat social et l’architecture contemporaine dans une HLM aux allures de paquebot. Le luxe c’est l’espace. |
| Le Centre Georges Pompidou                                   | 1997        | Richard Copans                   | Renzo Piano                                        | Paris            | France              | Un mécano géant conçu par Richard Rogers et Renzo Piano, un musée-usine, devenu un repère majeur du paysage parisien. |
| Charléty, un stade dans la ville                             | 1997        | Olivier Horn                     | Henri et Bruno Gaudin                              | Paris            | France              | Dans un tissu urbain saturé s’élève la silhouette aérienne du stade Charléty. Bruno et Henri Gaudin cassent la conception classique du stade fermé en créant un pont entre Paris et la banlieue. |
| La Caisse d'Épargne de Vienne                                | 1998        | Stan Neumann                     | Ottowagner                                         | Vienne           | Autriche            | Au début du XXe siècle, Otto Wagner invente le «style de l’homme moderne» : triomphe de la ligne droite, de la lumière, des matériaux industriels. |
| Le Bauhaus de Dessau                                         | 1999        | Frédéric Compain                 | Walter Gropius                                     | Dessau           | Allemagne           | L’œuvre majeure de Walter Gropius : les bâtiments du Bauhaus, l’école d’art la plus novatrice du XXe siècle. |
| Satolas-TGV, un monument à la campagne                       | 1999        | Catherine Adda                   | Santiago Calatrava                                 | Lyon             | France              | Une étonnante structure de béton et d’acier traversée par des TGV lancés à 300 km/h. Une sculpture architecturale de Santiago Calatrava. |
| La Gare Saint-Pancras                                        | 1999        | Richard Copans                   | George Gilbert Scott                               | Londres          | Royaume-Uni         | À Londres, au XIXe siècle, la Midland Company fait bâtir la gare Saint-Pancras et un hôtel de luxe. L’architecte W.H. Barlow construit la halle la plus haute de l'époque et réalise un exploit avec une charpente d'une portée unique de 73 mètres, sans poteaux ni piliers. |
| La Boîte à vent, le rectorat de la Martinique                | 1999        | Stan Neumann                     | Christian Hauvette                                 | Fort de France   | Martinique - France | Le rectorat de Fort de France, seul bâtiment d’architecture contemporaine de Martinique, est l’unique bâtiment administratif ventilé naturellement par les alizés. Christian Hauvette a pensé un bâtiment totalement ouvert où s’efface la frontière entre le dedans et le dehors. |
| L'École de Siza                                              | 2000        | Richard Copans et Stan Neumann   | Álvaro Siza Vieira                                 | Porto            | Portugal            | L’architecte portugais Alvaro Siza construit l’école d’architecture de Porto. Une méditation sur l’espace et la lumière dans une agora futuriste. |
| Le Bâtiment Johnson                                          | 2000        | Frédéric Compain                 | Frank Lloyd Wright                                 | Racine           | Wisconsin - USA     | Une oeuvre maîtresse de Frank Lloyd Wright, l'un des plus grands architectes du XXe siècle. |
| L'École des Beaux-Arts de Paris                              | 2000        | Catherine Adda                   | Auguste Perret                                     | Paris            | France              | Le temple du style «Beaux-Arts», la culture architecturale du XIXe siècle, copié dans le monde entier. |
| La Galleria Umberto Ier                                      | 2001        | Stan Neumann                     | Emanuele Rocco                                     | Naples           | Italie              | A Naples, à la fin du XIXe siècle, on construit le plus grand passage couvert d’Europe. Le chant de cygne du genre. |
| Les Thermes de pierre                                        | 2001        | Richard Copans                   | Peter Zumthor                                      | Vals             | Suisse              | Peter Zumthor réinvente l’idée même du bain. Une mise en scène de l’eau dans tous ses états. |
| L'Opéra Garnier                                              | 2001        | Stan Neumann                     | Charles Garnier                                    | Paris            | France              | «Tout n’est qu’impression. Il faut que l’abondance d’impressions qui jaillit du drame lyrique soit encore complétée par l’impression d’abondance qui jaillit de l’architecture.» C.Garnier |
| Le Musée juif de Berlin                                      | 2002        | Richard Copans et Stan Neumann   | Daniel Libeskind                                   | Berlin           | Allemagne           | Daniel Libeskind se confronte au vide laissé par l’extermination des juifs d’Europe. Comment construire autour d’une absence. |
| Le Couvent de la Tourette                                    | 2002        | Richard Copans                   | Le Corbusier                                       | Lyon             | France              | Dans les années cinquante du XXe siècle Le Corbusier réinvente l’architecture religieuse. |
| L'Auditorium building de Chicago                             | 2002        | Stan Neumann                     | Dankmar Adler, Louis Sullivan                      | Chicago          | Illinois - USA      | Louis Henry Sullivan, le père de l’architecture américaine, construit à la fin du XIXe siècle le plus grand Opéra du monde, une salle de spectacle «démocratique», de conception révolutionnaire. |
| La Casa Milà                                                 | 2003        | Frédéric Compain                 | Antoni Gaudí                                       | Barcelonne       | Espagne             | Un immeuble à Barcelone, une extraordinaire œuvre sculptée créée par le grand Gaudi. |
| Le Centre municipal de Säynätsalo                            | 2003        | Richard Copans                   | Alvar Aalto                                        | Säynätsalo       | Finland             | Un chef-d’œuvre humaniste d’Alvar Aalto au cœur de la Finlande. Un hommage moderne à la Cité Idéale de la Renaissance Italienne. |
| La Saline d'Arc-et-Senans                                    | 2003        | Richard Copans et Stan Neumann   | Claude-Nicolas Ledoux                              | Besançon         | France              | L’architecte visionnaire Claude Nicolas Ledoux bâtit à la fin du XVIIIe siècle une usine monumentale pour le roi de France. Pragmatisme et utopie, une révolution esthétique. |
| La Maison de Verre                                           | 2004        | Richard Copans et Stan Neumann   | Pierre Chareau                                     | Paris            | France              | En 1928, Pierre Chareau construit une machine à habiter poétique et ludique. Une œuvre aussi mythique qu’inclassable. |
| Le Musée Guggenheim de Bilbao                                | 2004        | Julien Donada                    | Frank Gehry                                        | Bilbao           | Espagne             | Connu pour ses formes étranges et déconstruites Franck O’ Gehry a conçu une sculpture monumentale, à l’apparence chaotique et abstraite. |
| La Maison de Jean Prouvé                                     | 2004        | Stan Neumann                     | Jean Prouvé                                        | Presles          | France              | 1953, alors qu’il traverse la pire crise de sa vie, Jean Prouvé construit «sa» maison. Créée dans l’urgence, elle incarne ses idées les plus novatrices. |
| La Médiathèque de Sendaï                                     | 2005        | Richard Copans                   | Toyo Ito                                           | Sendaï           | Japon               | Un cube de verre construit en 2001 au Japon par Toyo Ito. Un bâtiment à l’architecture immatérielle et évanescente. |
| L'Abbatiale Sainte-Foy de Conques                            | 2005        | Stan Neumann                     | Prosper Mérimée                                    | Conques          | France              | Construite en 1050, c’est l’une des premières églises de pèlerinage du monde chrétien. L’architecture romane à rebours des clichés, rationnelle, élancée et lumineuse. |
| L'Alhambra de Grenade                                        | 2006        | Frédéric Compain                 |                                                    | Grenade          | Espagne             | Les sultans nasrides, hantés par la disparition de leur dynastie, font du palais de l'Alhambra un Eden perdu, consacré à la poésie et à la beauté. |
| Le Palais des réceptions et des congrès de Rome              | 2006        | Richard Copans                   | Adalberto Libera                                   | Rome             | Italie              | Dans le bâtiment le plus ambitieux du régime Mussolinien, Adalberto Libera, le chef de file du mouvement moderne en Italie tente l'impossible synthèse entre fascisme et modernité. |
| Les Gymnases olympiques de Yoyogi                            | 2006        | Richard Copans                   | Yoyogi-kōen                                        | Yoyogi           | Japon               | Pour les Jeux Olympiques de 1964 à Tokyo, Kenzo Tange dessine deux gymnases de béton saisis par le mouvement. |
| La Maison Sugimoto                                           | 2007        | Richard Copans                   |                                                    | Kyoto            | Japon               | Kyoto 1743 : un chef-d'œuvre de l'architecture japonaise traditionnelle, une autre façon de concevoir l'architecture et le bâti. |
| La Villa Barbaro (villa di Maser)                            | 2007        | Stan Neumann                     | Andrea Palladio                                    | Maser            | Italie              | En inventant la villa, un nouveau type d'habitat, moitié palais, moitié ferme, Andrea Palladio cherche à réaliser la synthèse du beau et de l'utile. Une démarche rigoureuse et novatrice qui marquera durablement l'architecture occidentale. |
| Phaeno, le bâtiment paysage                                  | 2007        | Richard Copans                   | Zaha Hadid                                         | Wolfsburg        | Allemagne           | La puissance sculpturale d'un ""centre des sciences"" où le paysage, c'est le plan : Le paysage des expériences de Zaha Hadid. |
| La Mosquée royale d'Ispahan                                  | 2007        | Richard Copans                   | Shah Abbas                                         | Ispahan          | Iran                | En 1598, le roi Abbas planifie un immense projet urbain. Sa Mosquée royale incarne la richesse inouïe d’un art de vivre, la puissance d’un roi et le talent de centaines d’artisans. |
| La Philharmonie de Luxembourg                                | 2007        | Richard Copans                   | Christian de Portzamparc                           | Luxembourg       | Luxembourg          | De forme elliptique, la Philharmonie avec son filtre de colonnes blanches et ses falaises colorées fait découvrir le grand auditorium comme un véritable joyau dans son écrin. |
| La Chocolaterie Menier                                       | 2007        | Stan Neumann                     |                                                    | Noisiel          | France              | L’usine Menier fut entre 1870 et 1914 la plus grande chocolaterie du monde. Mais ce fut aussi une usine pionnière en matière d’innovation architecturale. |
| La Pyramide du roi Djoser à Saqqarah                         | 2008        | Stan Neumann                     | Imhotep                                            | Saqqarah         | Égypte              | La pyramide de Djoser, la plus ancienne d’Egypte, révèle les premiers pas de l’architecture comme pratique savante, distincte de la simple construction. Djoser est un lieu d’innovation et d’invention qui témoigne d’une véritable ambition architecturale. |
| L'Hôtel Royal SAS                                            | 2008        | Richard Copans                   | Arne Jacobsen                                      | Copenhague       | Danemark            | Construite entre 1955 et 1960, la tour de l'Hôtel Royal SAS marque le basculement du Danemark dans la modernité de l'après-guerre. C'est une oeuvre totale, où tout, du cendrier au volume du bâti, a été conçu et dessiné par Arne Jacobsen. |
| Le Pavillon allemand de Barcelone                            | 2009        | Stan Neumann                     |                                                    | Barcelone        | Espagne             | Comment et pourquoi cette structure minimale en est-elle venue à incarner la modernité du XXe siècle ? Entre rigueur et gratuité, le premier chef-d'œuvre de Ludwig Mies van der Rohe, une poétique de l'espace comme flux et comme intervalle. |
| Le Château de Maisons                                        | 2009        | Juliette Garcias                 | François Mansart                                   | Maisons-Laffitte | France              | Sa postérité en a banalisé l’image. Pourtant le Château de Maisons a été une révolution dans l’architecture du château français. Il est le chef-d’œuvre d’un architecte de génie, François Mansart. |
| Roissy 1                                                     | 2009        | Valéry Gaillard                  |                                                    | Roissy           | France              | 1974, inauguration de Roissy 1. C’est la 1ère fois que l’architecture fait son entrée dans la construction d’aérogares. Le bâtiment est l’œuvre de Paul Andreu, alors âgé de 29 ans. C’est sa 1ère construction, le début d’une longue série qui fera de lui l’un des plus grands architectes d’aérogares du XXe siècle. |
| Ewha, l'Université cachée de Séoul                           | 2010        | Richard Copans                   | Dominique Perrault                                 | Séoul            | Corée du sud        | Dominique Perrault reprend ici un concept qui lui est cher : la disparition de l’architecture. C’est la dimension urbaine et l’organisation du territoire qui priment sur l’objet bâti. Le paysage prend le pas sur l’architecture. |
| La Bibliothèque Sainte-Geneviève                             | 2010        | Juliette Garcias                 | Henri Labrouste                                    | Paris            | France              | En rupture avec le courant néo-classique du XIXe siècle, Henri Labrouste élève un bâtiment public d’une très grande force, dans lequel se marient la pierre et un matériau exhibé et magnifié pour la première fois, le fer. Un jalon essentiel vers l’architecture moderne. |
| L'Église Notre-Dame du Raincy                                | 2010        | Juliette Garcias                 | Auguste Perret                                     | Le Raincy        | France              | Dans un pays ruiné par la guerre 14-18, Auguste Perret relève le défi d’élever une église. En béton. Un matériau mal aimé, jusqu’alors réservé aux ouvrages industriels. Cette « Sainte chapelle du béton » a révolutionné le langage architectural. |
| Le Cimetière d'Igualada                                      | 2010        | Richard Copans                   | Enric Miralles, Carme Pinos                        | Igualada         | Espagne             | En Espagne, on n’enterre pas les morts, on les empile dans des niches. Le Cimetière d’Igualada est un projet surprenant. Une inscription forte entre architecture du XXe siècle et paysage. |
| Le Centre national de la danse                               | 2011        | Juliette Garcias                 | Jacques Kalisz                                     | Pantin           | France              | La mutation d'un mastodonte de béton, le Centre Administratif de Pantin (1969), en Centre national de la danse (2004)... ou la rencontre réussie de Brutus et des ballerines. Une réhabilitation architecturale qui doit certainement sa réussite à la puissance monumentale du bâtiment d'origine. |
| La Citadelle de Lille                                        | 2011        | Stan Neumann                     | Sébastien Le Prestre de Vauban                     | Lille            | France              | La ""reine des citadelles"" de Vauban est le modèle des constructions militaires qui jalonnent la France. Construite entre 1668 et 1671, elle doit à sa rigueur et à sa simplicité formelle d'être devenue une source d'inspiration pour les grands architectes contemporains. |
| VitraHaus                                                    | 2011        | Richard Copans                   | Herzog & de Meuron                                 | Weil am Rhein    | Allemagne           | En 2006 l'entreprise VITRA demande à l'agence ""Herzog et de Meuron"" un bâtiment pour sa collection ""HOME"". Ce showroom sera un empilement de 12 maisons dont l'emboîtement crée des espaces surprenants. |
| Les Hôtels de Soubise et de Rohan                            | 2011        | Richard Copans                   | Pierre-Alexis Delamair                             | Paris            | France              | De 1705 à 1752, une folle ambition anime la maison des princes de Soubise dans leur rêve de grandeur, avec un double objectif : transformer et rebaptiser l’hôtel de Guise pour le prince héritier, et faire construire un deuxième hôtel pour le cinquième fils, le prince-évêque de Strasbourg. |
| La Cathédrale de Cologne                                     | 2012        | Richard Copans                   |                                                    | Cologne          | Allemagne           | Commencée en 1247, la cathédrale de Cologne sera achevée en 1880 après une interruption du chantier de 300 ans. Cette cathédrale, qui incarne l'unité de l'Allemagne, est à la fois un archétype du gothique et un bâtiment du XIXe siècle. |
| La Citadelle du loisir, le centre social Pompeia à São Paulo | 2012        | Richard Copans                   | Lina Bo Bardi                                      | Sao Paulo        | Brésil              | Dans le quartier de Palmeiras, une ancienne usine aligne ses ateliers du début du XXe siècle avec d'étranges blocs de béton qui se dressent face à la ville. La ""citadelle du loisir"" serait-elle une oeuvre majeure de l' ""Architettura Povera"" ? |
| Le Rolex Learning Center                                     | 2012        | Juliette Garcias                 | SANAA                                              | Écublens         | Suisse              | Nous sommes sur les rives du lac Léman, face à la chaine des Alpes, à quelques kilomètres de Lausanne. Posée sur les berges du lac, une vague de béton et de verre, qui inspire, depuis sa construction en 2010, de nombreuses métaphores : une tranche d’emmental, d’autres un tissu moléculaire. |
| La Maison du Parti Communiste Français                       | 2013        | Richard Copans                   | Oscar Niemeyer                                     | Paris            | France              | En haut d’un jardin en pente, un dôme blanc mystérieux et une façade de verre qui ondule : le siège du Parti Communiste Français construit entre 1965 et 1980 par Oscar Niemeyer. Un bel exemple de façade rideau signé Jean Prouvé, une extraordinaire salle du Comité central sous la coupole, une des belles architectures parisiennes de la période. |
| L'Usine Van Nelle à Rotterdam                                | 2013        | Stan Neumann                     | Jan Brickman, Leen Van der Vlugt                   | Rotterdam        | Pays-bas            | Au croisement du Taylorisme et du Bauhaus, l’usine Van Nelle de Rotterdam fut construite par les architectes Jan Brickman et Leen Van der Vlugt. C’est la réalisation la plus accomplie du mouvement moderne en matière d’architecture industrielle. |
| L'École d'Art de Glasgow                                     | 2013        | Richard Copans, Juliette Garcias | Charles Rennie Mackintosh                          | Glasgow          | Royaume-Uni         | Création majeure de Charles Rennie Mackintosh, l’École d’Art de Glasgow est un chef-d’œuvre architectural qui conjugue rationalité constructive, subjectivisme, Art nouveau. Son influence est sans équivalent dans l’architecture du début du XXe siècle. |
| La Maison pour tous de Rikuzentakata                         | 2013        | Richard Copans                   | Toyo Ito, Su Fujimoto, Kumiko Inui, Akihisa Hirata | Rikuzentakata    | Japon               | Après le tsunami de mars 2011 au Japon, un collectif d’architectes animé par Toyo Ito lança le projet des maisons pour tous, des lieux collectifs pour les habitants des villes dévastées. Avec Toyo Ito, trois jeunes architectes, Su Fujimoto, Kumiko Inui, Akihisa Hirata, construisent une de ces maisons à Rikuzentakata. Utilisant les arbres de la forêt détruite, ils créent une image de maison avec un toit pointu, transpercé par 19 troncs. S’enroulant autour des espaces intérieurs, une promenade alterne les escaliers et les terrasses, face au paysage : le quadrillage des rues, la seule trace de la ville disparue. |
| La Maison Unal                                               | 2014        | Julien Donada                    | Claude Häusermann-Costy                            | Labeaume         | France              | Conçue par Claude Häusermann-Costy et construite par Joël Unal, la maison Unal est une bulle sans aucun angle droit. Elle s’inscrit dans le courant de «l’Architecture Sculpture ». |
| Le Vaisseau de verre                                         | 2014        | Richard Copans                   | Frank Gehry                                        | Paris            | France              | À l’orée du Bois de Boulogne à Paris, un grand vaisseau, avec 12 voiles de verre gonflées d’un vent imaginaire, dépasse la cime des arbres : un nouveau lieu consacré à l’art contemporain et une promenade architecturale signés Frank Gehry. |
| Itimad Ud Daula, le mausolée Moghol                          | 2015        | Richard Copans                   |                                                    | A Agra           | Mongolie            | A Agra, capitale de l’empire moghol, le mausolée de Itimad Ud Daula, en marbre blanc incrusté de pierres semi-précieuses, est un bâtiment qui mélange toutes les représentations du Paradis. Un bijou. |
| Wa Shan, la Maison d'Hôtes                                   | 2015        | Juliette Garcias                 | Wang Shu                                           | Hangzhou         | Chine               | La Wa Shan, littéralement « montagne de tuiles », est une étonnante maison d’hôtes construite par l’architecte chinois Wang Shu. Œuvrant pour une architecture durable, sa pratique expérimentale et ses réalisations, qui conjuguent modernité et tradition constructives, lui ont valu le Pritzker Prize en 2012. |
| La Bibliothèque d'Exeter                                     | 2015        | Richard Copans                   | Louis I. Kahn                                      | Exeter           | New-England - USA   | Chef-d’œuvre de géométrie et de rigueur constructive, la bibliothèque est l’une des dernières œuvres de Louis Kahn. En disposant les lecteurs sur la périphérie du bâtiment, près de la lumière du jour, et en créant un immense hall central, Louis Kahn réinvente le plan de la bibliothèque. |
| La Santé, une prison dans Paris                              | 2015        | Stan Neumann                     | Émile Vaudremer                                    | Paris            | France              | La Santé est un ensemble architectural unique et imposant. À la pointe de la réflexion théorique sur l’enfermement, elle fut « la prison moderne » par excellence, la traduction en pierre des obsessions pénitentiaires du XIXe siècle. |
| Médiacité, la galerie marchande d’un designer                | 2016        | Juliette Garcias                 | Ron Arad                                           | Liège            | Belgique            | Serpent, cétacé, veine saillante, rivière... : vue du ciel, la structure qui sillonne Médiacité, le nouveau grand centre commercial de Liège, ressemble à un vitrail géant. Le designer israélien Ron Arad l’a imaginée à la manière ""d’une rue couverte, d’un marché turc"". Un projet architectural qui lui a été inspiré par la Cité ardente, le surnom de la ville belge, et qui se singularise aussi par sa performance énergétique. |
| L'école en bambou de Bali                                    | 2016        | Richard Copans                   | Agence Ibuku                                       | Bali             | Indonésie           | En 2006, un couple d’Américains expatriés décide de bâtir sur l’île de Bali une école où il faut tout inventer : une pédagogie, un modèle économique respectueux de la planète et une nouvelle architecture. Trois cônes de toiture, enroulés dans un seul et même mouvement, ""comme un escargot"", abritent cette étonnante école en matériau unique et renouvelable : le bambou ou ""acier végétal"". Trois cônes de toiture, enroulés dans un seul et même mouvement, abritent cette étonnante école en matériau unique et renouvelable : le bambou.                                                                                 |